# What The…
What The… — седьмой студийный альбом американской хардкор-панк-группы Black Flag. Изначально издание альбома было анонсировано на 5 ноября 2013 года. Однако, 5 ноября What The… был выпущен только через потоковые онлайн-сервисы, такие как Spotify и Rdio, а физическое издание перенесли на 3 декабря 2013 года. Это первый полноформатный студийный альбом группы со времён выпуска In My Head (1985), отмечающий самый большой пробел между двумя студийными альбомами в их карьере.

## Обложка
Обложка данного альбома, в отличие от большинства других релизов Black Flag не была спроектирована или проиллюстрирована Раймондом Петтибоном. Вместо этого обложка была спроектирована вокалистом Роном Рейесом Это изменение было принято очень негативно. Грегори Адамс из Exclaim! описал обложку как «заставляющую задыхаться» и сказал, что это выглядит словно «персонаж South Park, показывающий нам козу после выпитого пакетика сока Fun Dip». Мара Иакин из The A.V. Club описала обложку как «откровенно отвратительную» и сказала, что это выглядит словно «смесь из каких-то слизистых зелёных капель, паренька, нарисованного на упаковке сладостей Warheads и Rude Dog». Майкл Роффман из Consequence of Sound описал обложку как «вызывающую смущение» и сказал, что это «либо смешной намёк на наклейки на бамперах 90-х либо же знак того, как хорошо Гинн поддерживает отношения со своим братом/бывшим художником Black Flag Раймондом Петтибоном. Так или иначе... Мда».

## Отзывы критиков
| Совокупная оценка    | Совокупная оценка |
| Источник             | Оценка            |
| -------------------- | ----------------- |
| Metacritic           | 42/100            |
| Оценки критиков      |                   |
| Источник             | Оценка            |
| AllMusic             | [ 9 ]             |
| Pitchfork            | 4.9/10.0          |
| The A.V. Club        | C-                |
| Exclaim!             | 4/10              |
| Consequence of Sound | [ 13 ]            |

What The... был плохо встречен критиками. В Metacritic, которые дают упорядоченные оценки из 100 рецензий от мейнстрим-критиков, альбом получил в среднем 42 балла, опираясь на 10 рецензиях, что означает «смешанные или средние рецензии».
В Allmusic альбому дали две с половиной звёзд из пяти. Рецензент считает, что Рон Рейес «никогда не был одним из лучших вокалистом Black Flag, и так и не смог стать лучше после 30 лет» и, что «эта музыка кажется неуклюжей и вялой, а игра Грега Гина с новым ударником Грегори Амуром [sic] кажется дряблой и медлительной на каждом шагу».

## Список композиций
Слова и музыка всех песен — написаны Грегом Гинном и Роном Рейесом за исключением «Off My Shoulders», которая написана только Гинном.
| №   | Название                    | Перевод                   | Длительность |
| --- | --------------------------- | ------------------------- | ------------ |
| 1.  | «My Heart's Pumping»        | Моё сердце бьётся         | 2:12         |
| 2.  | «Down in the Dirt»          | Упасть в грязь            | 3:39         |
| 3.  | «Blood and Ashes»           | Кровь и пепел             | 1:48         |
| 4.  | «Now Is the Time»           | Сейчас самое время        | 1:47         |
| 5.  | «Wallow in Despair»         | Погрязнуть в отчаянии     | 1:30         |
| 6.  | «Slow Your Ass Down»        | Притормози свою задницу   | 1:50         |
| 7.  | «It's So Absurd»            | Это так абсурдно          | 1:11         |
| 8.  | «Shut Up»                   | Заткнись                  | 1:43         |
| 9.  | «This Is Hell»              | Это Ад                    | 2:01         |
| 10. | «Go Away»                   | Проваливай                | 2:32         |
| 11. | «The Bitter End»            | Горький конец             | 2:02         |
| 12. | «The Chase»                 | Погоня                    | 2:17         |
| 13. | «I'm Sick»                  | Меня тошнит               | 1:45         |
| 14. | «It's Not My Time to Go-Go» | Мне сейчас не до гоу-гоу  | 1:36         |
| 15. | «Lies»                      | Враньё                    | 2:47         |
| 16. | «Get Out of My Way»         | Убирайся с моего пути     | 1:01         |
| 17. | «Outside»                   | Снаружи                   | 2:44         |
| 18. | «No Teeth»                  | Беззубый                  | 1:44         |
| 19. | «To Hell and Back»          | В Ад и обратно            | 1:43         |
| 20. | «Give Me All Your Dough»    | Отдай мне все свои деньги | 1:28         |
| 21. | «You Gotta Be Joking»       | Ты должно быть шутишь     | 1:17         |
| 22. | «Off My Shoulders»          | С моих плеч               | 3:18         |

## Участники записи
Black Flag
- Грег Гинн[англ.] — композитор, гитара, орган, терменвокс
- Грегори Мур — ударные, бэк-вокал
- Дейл Никсон[англ.] — бас
- Рон Рейес[англ.] — композитор, ведущий вокал

Дополнительные музыканты
- Мэтью Кортез — ударные
- The Ducky Boys Of Granger Lake — бэк-вокал
- Рон Рейганн — бэк-вокал
- Клифф Сэмюэлс — бэк-вокал
- Эрис Васкез — бэк-вокал

Продюсирование
- Энди Бэтвинес — звукоинженер
- Майк Шир — звукоинженер